# Nederlandse kampioenschappen schaatsen afstanden 2022 - 500 meter mannen
De 500 meter mannen op de Nederlandse kampioenschappen schaatsen afstanden 2022 werd op vrijdag 29 oktober 2021 in ijsstadion Thialf te Heerenveen verreden. Het kampioenschap ging over twee omlopen, waarbij elke schaatser éénmaal in de binnenbaan en éénmaal in de buitenbaan startte, die bij elkaar opgeteld werden.
Titelverdediger was Dai Dai N'tab, maar Kai Verbij onttroonde hem, hij was in beide omlopen de snelste. Van de 24 deelnemers wisten er maar 16 correct beide omlopen te starten en te finishen.

## Uitslag
| #      | Schaatser             | Tijd 1     | Tijd 2     | Punten |
| ------ | --------------------- | ---------- | ---------- | ------ |
| Goud   | Kai Verbij            | 34,79 (1)  | 34,71 (1)  | 69,500 |
| Zilver | Dai Dai N'tab         | 35,16 (4)  | 34,92 (3)  | 70,080 |
| Brons  | Hein Otterspeer       | 34,89 (2)  | 35,22 (6)  | 70,110 |
| 4      | Janno Botman          | 35,05 (3)  | 35,18 (5)  | 70,230 |
| 5      | Tijmen Snel           | 35,24 (7)  | 35,14 (4)  | 70,380 |
| 6      | Thomas Geerdinck      | 35,30 (9)  | 35,26 (7)  | 70,560 |
| 7      | Gijs Esders           | 35,36 (10) | 35,27 (8)  | 70,630 |
| 8      | Aron Romeijn          | 35,24 (6)  | 35,54 (11) | 70,780 |
| 9      | Thijs Govers          | 35,71 (11) | 35,43 (10) | 71,140 |
| 10     | Joost van Dobbenburgh | 35,77 (16) | 35,67 (12) | 71,440 |
| 11     | Joep Wennemars        | 35,71 (12) | 35,87 (14) | 71,580 |
| 12     | Sebas Diniz           | 35,75 (15) | 35,90 (15) | 71,650 |
| 13     | Armand Broos          | 35,93 (17) | 35,73 (13) | 71,660 |
| 14     | Rem de Hair           | 35,72 (13) | 36,15 (17) | 71,870 |
| 15     | Sven Kemp             | 36,02 (19) | 36,05 (16) | 72,070 |
| 16     | Kai in 't Veld        | 36,36 (20) | 36,52 (19) | 72,880 |
|        | Merijn Scheperkamp    | DQ         | 34,82 (2)  |        |
|        | Stefan Westenbroek    | 35,22 (5)  | DQ         |        |
|        | Kjeld Nuis            | 35,27 (8)  | DNS        |        |
|        | Serge Yoro            | DNF        | 35,36 (9)  |        |
|        | Lennart Velema        | 35,72 (13) | DQ         |        |
|        | Jesper Hospes         | 35,98 (18) | DNS        |        |
|        | Tim Prins             | DQ         | 36,45 (18) |        |
|        | Ronald Mulder         | 46,38 (21) | DNS        |        |

1987 · 
1988 · 
1989 · 
1990 · 
1991 · 
1992 · 
1993 · 
1994 · 
1995 · 
1996 · 
1997 · 
1998 · 
1999 · 
2000 · 
2001 · 
2002 · 
2003 · 
2004 · 
2005 · 
2006 · 
2007 · 
2008 · 
2009 · 
2010 · 
2011 · 
2012 · 
2013 · 
2014 · 
2015 · 
2016 · 
2017 · 
2018 · 
2019 · 
2020 · 
2021 · 
2022 · 
2023 ·
2024 · 
2025